# 人気スターチーム対抗歌合戦
『人気スターチーム対抗歌合戦』（にんきスターチームたいこううたがっせん）は、1987年1月9日から同年3月20日まで日本テレビ系列局で放送されていた日本テレビ製作の歌謡バラエティ番組である。前番組『青春アニメ全集』から引き続き、住友生命の一社提供。放送時間は毎週金曜 19:00 - 19:30 （日本標準時）。

## 概要
『歌まね振りまねスターに挑戦!!』のスタッフが手掛けた番組。毎回6人の芸能人が出場し、2チームに分かれて自慢ののどを競いあっていた。出場チームにはそれぞれ「ブービーズ」「アカプルコ」「ムービーズ」「ダイエッツ」などの特徴的な名前が付けられていた。
番組序盤ではチームメンバー全員による歌の披露、中盤では早押しによるカラオケ歌合戦、そして終盤ではチームの代表者同士による熱唱という流れで進行していた。そして審査員の採点によって勝利チームが決まった。勝利チームにはトロフィーと週替わりの豪華商品が贈られた。
オープニングの提供読みはナレーターの大沢による毎回同じフレーズだったが、エンディングの提供読みは日本テレビのアナウンサーによる毎回言い回しが異なっていた。番組放送当時、住友生命の店舗や代理店内にはこの番組の宣伝ポスターが飾られていた。
番組の終了後、同時間帯で放送されていた住友生命の一社提供番組は次番組『ベストカップル歌合戦』のスポンサーに付いた。

## 出演者
- 司会：岡田眞澄
- 司会：中村結美
- アシスタント：アイリーン&エリカ
- マスコットキャラクター：カケフくん - 番組は毎回カケフくんの「また見てね！」の声で締めくくられていた。
- ナレーション：大沢悠里（放送時はTBS（当時の東京放送）の現役局アナだったにも関わらず、局の垣根を越えて出演していた。）

## エンディングテーマ
- 愛はナイス・フィーリング（アイリーン&エリカ）

## 放送局
系列はネット終了時のもの。
| 放送対象地域   | 放送局         | 系列                                         | 備考   |
| -------------- | -------------- | -------------------------------------------- | ------ |
| 関東広域圏     | 日本テレビ     | 日本テレビ系列                               | 製作局 |
| 北海道         | 札幌テレビ     | 日本テレビ系列                               |        |
| 青森県         | 青森放送       | 日本テレビ系列 テレビ朝日系列                |        |
| 岩手県         | テレビ岩手     | 日本テレビ系列                               |        |
| 宮城県         | ミヤギテレビ   | 日本テレビ系列                               |        |
| 秋田県         | 秋田放送       | 日本テレビ系列                               |        |
| 山形県         | 山形テレビ     | フジテレビ系列                               |        |
| 福島県         | 福島中央テレビ | 日本テレビ系列                               |        |
| 山梨県         | 山梨放送       | 日本テレビ系列                               |        |
| 新潟県         | テレビ新潟     | 日本テレビ系列                               |        |
| 長野県         | テレビ信州     | 日本テレビ系列 テレビ朝日系列                |        |
| 静岡県         | 静岡第一テレビ | 日本テレビ系列                               |        |
| 富山県         | 北日本放送     | 日本テレビ系列                               |        |
| 石川県         | 石川テレビ     | フジテレビ系列                               |        |
| 福井県         | 福井放送       | 日本テレビ系列                               |        |
| 中京広域圏     | 中京テレビ     | 日本テレビ系列                               |        |
| 近畿広域圏     | 読売テレビ     | 日本テレビ系列                               |        |
| 鳥取県・島根県 | 日本海テレビ   | 日本テレビ系列 テレビ朝日系列                |        |
| 広島県         | 広島テレビ     | 日本テレビ系列                               |        |
| 山口県         | 山口放送       | 日本テレビ系列 テレビ朝日系列                |        |
| 徳島県         | 四国放送       | 日本テレビ系列                               |        |
| 香川県・岡山県 | 西日本放送     | 日本テレビ系列                               |        |
| 愛媛県         | 南海放送       | 日本テレビ系列                               |        |
| 高知県         | 高知放送       | 日本テレビ系列                               |        |
| 福岡県         | 福岡放送       | 日本テレビ系列                               |        |
| 長崎県         | テレビ長崎     | 日本テレビ系列 フジテレビ系列                |        |
| 熊本県         | 熊本県民テレビ | 日本テレビ系列                               |        |
| 大分県         | テレビ大分     | 日本テレビ系列 フジテレビ系列 テレビ朝日系列 |        |
| 宮崎県         | テレビ宮崎     | 日本テレビ系列 フジテレビ系列 テレビ朝日系列 |        |
| 鹿児島県       | 鹿児島テレビ   | 日本テレビ系列 フジテレビ系列                |        |
| 沖縄県         | 沖縄テレビ     | フジテレビ系列                               |        |

| 日本テレビ系列 金曜19:00枠 【住友生命一社提供枠】          | 日本テレビ系列 金曜19:00枠 【住友生命一社提供枠】           | 日本テレビ系列 金曜19:00枠 【住友生命一社提供枠】      |
| 前番組                                                     | 番組名                                                      | 次番組                                                 |
| ---------------------------------------------------------- | ----------------------------------------------------------- | ------------------------------------------------------ |
| 住友生命 青春アニメ全集 （1986年4月25日 - 1986年12月26日） | 人気スターチーム対抗歌合戦 （1987年1月9日 - 1987年3月20日） | ベストカップル歌合戦 （1987年4月10日 - 1987年9月18日） |